# قضاء الهاشمية (الأردن)
قضاء الهاشمية قضاء يقع في لواء الهاشمية، محافظة الزرقاء في الأردن. ينتمي القضاء للواء الهاشمية الذي يضم قضاء واحد. يقدر عدد سكانه بـ 80713 نسمة حسب إحصاء 2015.

## الوصلات الخارجية
- دائرة الاحصاءات العامة